# Rover MI
Der Rover MI war ein 2-türiges Coupé, das Rover 1947 entwickelte. Eine Serienfertigung fand nicht statt; es blieb beim Prototyp.
Der mit einem Solex-Vergaser ausgestattete Reihen-Vierzylinder-oise-Motor (overhead inlet/side exhaust = Einlassventil hängend, Auslassventil stehend) verfügte über einen Hubraum von 699 cm³ und entwickelte 28 bhp (21 kW) bei 5000 /min. Der Wagen hatte einen Radstand von 1956 mm und eine Spurweite von 1168 mm. Er war 3454 mm lang und 1422 mm breit. Alle 4 Räder hatten Schraubenfedern.
Dieses Fahrzeug war die erste Entwicklung von Rover nach dem Zweiten Weltkrieg.